# Beals Wright

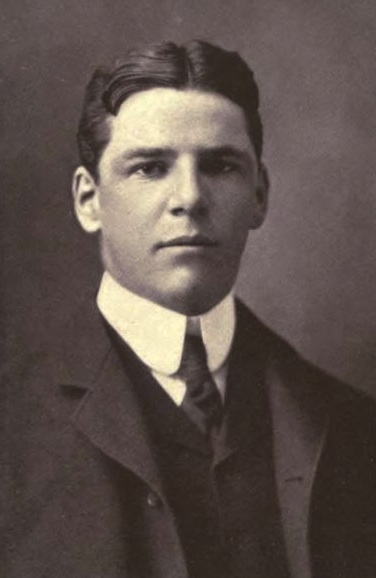
Beals Wright

Beals Wright, född 19 december 1879, Boston, Massachusetts, USA, död 23 augusti 1961, var en amerikansk vänsterhänt tennisspelare. 
Wright upptogs 1956 i International Tennis Hall of Fame.  

## Tenniskarriären
Beals Wright vann sin första singeltitel i the Interscholastic singles for Boston's Hopkinson School 1898 och upprepade sin seger året därpå. Han blev samma säsong gången rankad som en av de 10 bästa spelarna i USA. Han spelade fyra singelfinaler i Amerikanska mästerskapen och vann en av dem. Han nådde också finalen i herrdubbel i samma turnering 6 gånger och vann tre av dessa. Han spelade 1907 dubbelfinal i Wimbledonmästerskapen.
I Olympiska sommarspelen 1904 vann Wright guldmedalj i både singel och dubbel.
Wright nådde sina största framgångar som tennisspelare 1905. Han vann då Amerikanska mästerskapen genom finalseger över titelförsvararen Holcombe Ward (6-2, 6-1, 11-9). På vägen till finalen besegrade han bland andra den tidigare mästaren William Larned (4-6, 6-3, 6-2). Tillsammans med Ward vann han också sin andra av tre dubbeltitlar i turneringen.   
Wright lyckades inte försvara sin titel i det följande årets mästerskap, utan förlorade Challenge Round mot William Clothier som vann med 6-3, 6-0, 6-4.
Beals Wright deltog i det amerikanska Davis Cup-laget 1905, 1907-08 och 1911. Han spelade totalt 15 matcher av vilka han vann 9. Det amerikanska laget besegrade i semifinalen 1905  ett australasiatiskt lag, varvid Wright besegrade de båda storspelarna Anthony Wilding (6-3, 6-2, 6-4) och Norman Brookes (12-10, 5-7, 12-10, 6-4). Det amerikanska laget förlorade sedan finalen mot Storbritannien liksom de 3 efterföljande finalerna mot Australasien. I finalen 1908 besegrade Wright åter Wilding och Brookes, men laget förlorade med 2-3 i matcher.  

## Spelaren och personen
Beals Wright beskrevs som en extremt aggressiv spelare som mötte serven innanför baslinjen och attackerade vid nätet både vid egen serve och som servemottagare. Han var en fruktad motståndare med effektiva underskruvade (chop) grundslag och en skruvad serve. 

## Grand Slam-titlar
- Amerikanska mästerskapen
  - Singel - 1905
  - Dubbel - 1904, 1905, 1906